# Pavonina
Pavonina es un género de foraminífero bentónico de la familia Pavoninidae, de la superfamilia Buliminoidea, del suborden Buliminina y del orden Buliminida. Su especie tipo es Pavonina flabelliformis. Su rango cronoestratigráfico abarca desde el Mioceno hasta la Actualidad.

## Discusión
Clasificaciones previas incluían Pavonina en el suborden Rotaliina del orden Rotaliida.

## Clasificación
Pavonina incluye a las siguientes especies:
- Pavonina advena
- Pavonina agglutinans
- Pavonina caribana
- Pavonina cuvillieri
- Pavonina flabelliformis
- Pavonina mexicana
- Pavonina panayensis
- Pavonina qanemone
- Pavonina triformis

Otras especies consideradas en Quinqueloculina son:
- Pavonina atlantica, considerado sinónimo posterior de Pavonina flabelliformis
- Pavonina italica, aceptado como Discospirina italica